# カトリン・ドーレ
カトリン・ドーレ・ハイニッヒ（Katrin Dörre-Heinig, 1961年10月6日 - ）は、ドイツ（旧東独）のライプツィヒ出身の元女子長距離走・マラソンランナー。マラソンでは1980年代前半から1990年代後半にかけて長きにわたって活躍。日本の女子マラソン大会にも何度か出走しており、ゴール後の笑顔がチャーミングで日本からも彼女のファンが多かった。名前は「デーレ」と表記されることもあった。

## 経歴
当初はトラック選手で、1980年には3000m以上の長距離種目で東ドイツ記録を樹立。1982年にカール＝マルクス＝シュタット（現・ケムニッツ）で初マラソン（2時間45分54秒）を走る。
1984年1月の大阪女子マラソン（現・大阪国際女子マラソン）で日本のレースに初めて出場する。彼女の来日に当たっては、日本陸連理事の帖佐寛章が二度にわたって東ドイツに赴き、東ドイツ陸連と出場の交渉に当たった（出典：『マラソンへの憧憬 - 帖佐寛章伝』ベースボール・マガジン社、2008年）。レース前はまったく下馬評に挙がらなかったが、本番ではロサンゼルスオリンピックの日本女子代表の座を目指し、レース序盤から独走していた増田明美（ 日本）を終盤の40.9km付近で逆転し、2時間31分41秒で初優勝を果たす。ドーレのロサンゼルス五輪代表選出の可能性があったが、東ドイツがロス五輪への参加をボイコットしたため出場できなかった。
同1984年11月の東京国際女子マラソンでも優勝し、その後も日本のレースではたびたび優勝かそれに近い成績を収めた。翌1985年に広島で初開催されたマラソンワールドカップでは、2時間33分30秒で優勝し、ワールドカップ初代女王となっている。その後1987年11月の東京国際女子マラソンでは、当時の大会新記録の2時間25分24秒をマーク、レース後半から独走となり優勝した。この時ドーレが記録した東京国際女子マラソンの大会記録は、その後1999年11月に山口衛里（ 日本）が2時間22分12秒で優勝して破るまで、延べ約12年間大会記録として残ることになる。
1988年9月のソウルオリンピックは、レース後半で金メダルのロザ・モタ（ ポルトガル）、銀メダルのリサ・マーチン（ オーストラリア）らと競り合い、終盤遅れたものの2時間26分21秒で3位入賞を果たして銅メダル獲得となる。これがドーレにとってオリンピック唯一のメダル獲得となった。
1991年8月の世界陸上東京大会では、金メダルのワンダ・パンフィル（ ポーランド）、銀メダルの山下佐知子（ 日本）に次いで2時間30分10秒で3位に入り銅メダルを獲得。
1992年8月のバルセロナオリンピックは、猛暑の影響により体調万全で臨めず、優勝争いにも加われないまま2時間36分48秒の5位入賞に留まった。
母国ドイツで開催された、1993年8月の世界陸上シュトゥットガルト大会では、地元の利もあり金メダルの期待がかかっていたが、レース後半で優勝した浅利純子（ 日本）らについていけず後退、2時間35分20秒の6位入賞に終わった。
1996年7月のアトランタオリンピックは、レース前半で早々遅れ始め、その後マイペースを維持。終盤に追い上げてゴール直前では有森裕子（ 日本）に肉薄したが、わずか6秒差で銅メダルの有森に届かず、2時間28分45秒の4位入賞となった。
1999年4月のハンブルクマラソンでは37歳の高齢ながらも、2時間24分35秒でフルマラソン自己最高記録をマークし優勝した。
2000年のシドニーオリンピックはエントリーしていたものの、足の故障悪化により欠場となる。その後復活はならず、第一線から引退となった。
日本の3大国際女子マラソン大会（東京・大阪・名古屋）で、3レース全てに優勝を果たした最初の女性ランナーであった（その後野口みずき（ 日本）がドーレに続いて2人目、日本女子として初の日本3大国際女子マラソン大会全ての優勝を果たしている）。また、1982年6月のドレスデンマラソンから1986年4月のカール＝マルクス＝シュタットマラソンまで10連勝している。これは、現在においても女子マラソン最多連勝記録として未だ破られていない。他に、マラソン通算24勝も国際マラソン優勝級の女子マラソン選手としては最多記録である。

## 家族
娘のカタリナ・スタインラックも同じくマラソン選手であり、2時間24分56秒(2024年当時)の記録を持ち、親子でドイツの女子マラソン歴代10傑に入る実力を持つ。他にも、2017年ドイツ陸上選手権マラソン優勝などの実績を持つ 。

## 主な成績
- 自己ベストタイム 2時間24分35秒（1999年ハンブルクマラソン）
- 1988年ソウルオリンピック：2時間26分21秒 銅メダル
- 1992年バルセロナオリンピック：2時間36分48秒 5位入賞
- 1996年アトランタオリンピック：2時間28分45秒 4位入賞

- 世界陸上競技選手権大会：1991年東京大会3位、1993年シュトゥットガルト大会6位

- 東京国際女子マラソン：（1984年優勝、1985年優勝、1986年2位、1987年優勝、1992年2位、1993年3位、1998年5位）
- 大阪国際女子マラソン：（1984年優勝、1991年優勝、1992年3位、1996年優勝、1997年優勝、1998年2位）
- 名古屋国際女子マラソン：（1986年優勝）
- ロンドンマラソン：（1992年、1993年、1994年優勝）